# Сан-Карлос 1 (Техас)
Сан-Карлос 1 (англ. San Carlos I) — переписна місцевість (CDP) в США, в окрузі Вебб штату Техас. Населення — 187 осіб (2020).

## Географія
Сан-Карлос 1 розташований за координатами 27°29′22″ пн. ш. 99°22′23″ зх. д. / 27.48944° пн. ш. 99.37306° зх. д. (27.489489, -99.372926).  За даними Бюро перепису населення США в 2010 році переписна місцевість мала площу 0,34 км², з яких 0,34 км² — суходіл та 0,00 км² — водойми.

## Демографія
Згідно з переписом 2010 року, у переписній місцевості мешкало 316 осіб у 75 домогосподарствах у складі 69 родин. Густота населення становила 927 осіб/км².  Було 88 помешкань (258/км²).
Расовий склад населення:
| - 99,7 % — білих |

До двох чи більше рас належало 0,3 %. Частка іспаномовних становила 100,0 % від усіх жителів.
За віковим діапазоном населення розподілялося таким чином: 39,9 % — особи молодші 18 років, 56,3 % — особи у віці 18—64 років, 3,8 % — особи у віці 65 років та старші. Медіана віку мешканця становила 22,6 року. На 100 осіб жіночої статі у переписній місцевості припадало 105,2 чоловіків;  на 100 жінок у віці від 18 років та старших — 113,5 чоловіків також старших 18 років.
Цивільне працевлаштоване населення становило 44 особи. Основні галузі зайнятості: науковці, спеціалісти, менеджери — 27,3 %, транспорт — 25,0 %, будівництво — 25,0 %.